# Xã Ray, Quận LaMoure, Bắc Dakota
Xã Ray (tiếng Anh: Ray Township) là một xã thuộc quận LaMoure, tiểu bang Bắc Dakota, Hoa Kỳ. Năm 2010, dân số của xã này là 42 người.